# Gustav Adolf Říčan
Gustav Adolf Říčan, křtěný Gustav Adolf (21. července 1867 Havlíčkova Borová - 6. července 1939 Vsetín), byl český evangelický kněz a botanik amatér.

## Život
Gustav Říčan se narodil v Havlíčkově Borové v rodině evangelíka, obchodníka Jana Říčana a jeho ženy Marie rodem Špinarové. Ve svém rodišti navštěvoval jednotřídní školu, kde pobral základní vzdělání a postupem času v něm uzrálo, být knězem. Tak se i později stalo, postupně studoval teologii ve Vídni a německých městech Erlangenu a Rostocku.
Po vysvěcení zprvu krádce působil jako vikář v Opatovicích a později v Hodslavicích. Od roku 1895 byl ponejprv jako vikář a později v roce 1897 ustanoven prvním českobratrským evangelickým farářem v obci Hovězí. S výjimkou let 1902–1904, které strávil v Hradci Králové jako farář sboru českobratrské církve evangelické a správce tamního Lutherova ústavu, žil až do roku 1933 v Huslenkách, kdy odešel do výslužby. Jako důchodce pobýval nejprve ve Valašském Meziříčí a poté ve Vsetíně, kde 6. července 1939 zemřel a poté byl pochován na evangelickém hřbitově v Huslenkách, do hrobu svého nejstaršího syna.
Gustav Adolf Říčan navázal na činnost Františka Gogely, faráře v Rajnochovicích a doplnil k jeho herbáři další položky sesbírané především na území Horního Vsacka, kterými se jeho předchůdce nezabýval. Byl rovněž významným botanikem a publikoval své poznatky v časopisech Věda přírodní, ve Sborníku Klubu přírodovědeckého v Brně, ve Věstníku Klubu přírodovědeckého v Prostějově a rovněž ve Sborníku Přírodovědné společnosti v Moravské Ostravě aj. Jeho hlavním úsilím vedle mravního povznesení valašského lidu byla láska k přírodě.